# جون غودل
جون غودل (بالإنجليزية: John Goodell)‏ هو لاعب كرة قاعدة أمريكي، ولد في 5 أبريل 1907 في موسكوجي في الولايات المتحدة، وتوفي في 21 سبتمبر 1993 في مسكيت في الولايات المتحدة.

## وصلات خارجية
- جون غودل على موقعبيزبول رفرنس.كوم (الدوري الرئيسي) (الإنجليزية)